# Xã Kampeska, Quận Codington, South Dakota
Xã Kampeska (tiếng Anh: Kampeska Township) là một xã thuộc quận Codington, tiểu bang Nam Dakota, Hoa Kỳ. Năm 2010, dân số của xã này là 321 người.